# La purga al pupo
La purga al pupo  (On purge bébé)  è un film del 1931 diretto da  Jean Renoir e suo primo film sonoro.

## Trama
Monsieur Follavoine cerca di ottenere di vendere i suoi vasi da notte all'esercito francese. Per concludere l'affare invita a pranzo Chouilloux, un influente funzionario del ministero della difesa, sua moglie e l'amante di lei. Ma quel giorno il figlioletto di Follavoine è costipato e non vuole prendere la purga. Niente si svolge come previsto…

## Produzione

### Riprese
Le riprese si effettuarono dal 25 marzo al 31 marzo del 1931, negli studi di Billancourt.
Girando il film in meno di una settimana e montandolo la settimana successiva, Renoir voleva dimostrare ai produttori che egli era capace di lavorare velocemente e ottenere così di poter realizzare il film successivo che gli stava molto a cuore, La cagna.
Racconta egli stesso:
«Ma prima di arrivare alle riprese de La chienne mi preme mettervi al corrente dei bastoni che mi ritrovai fra le ruote. Si cominciò con una sorta di esame di ammissione volto a dimostrare che potevo essere un regista economico. Questo esame assunse la forma di una realizzazione per lo schermo di un lungometraggio tratto da una commedia di Feydeau On purge le bébé».

### Prima
La prima si ebbe il 21 giugno 1931 a Parigi.

## Accoglienza
Il film alla sua uscita ebbe successo di pubblico: costò meno di 200.000 franchi al produttore e gliene fece incassare un milione.

## Critica
«...studiosi come Daniel Serceau e Roger Viry-Babel hanno segnalato l'aspetto di spietata critica sociale che il film presenta, risolvendo entrambi i luoghi tipici della vita borghese, vale a dire, il privato familiare (dominio della donna) e il commercio (dominio dell'uomo), in una storia di stitichezza e di diarrea.»